# Phintella singhi
Phintella singhi är en spindelart som först beskrevs av Monga, Singh, Sadana 1989.  Phintella singhi ingår i släktet Phintella och familjen hoppspindlar. Inga underarter finns listade i Catalogue of Life.